# Miguel Capistrán
Miguel Capistrán Lagunes (Córdoba, Veracruz, 8 de mayo de 1939 - Ciudad de México, 25 de septiembre de 2012) fue un escritor, editor, articulista, ensayista, cronista, investigador y académico mexicano. Se especializó en el estudio y edición de la obra de Los Contemporáneos. Llevó dos veces a México a Jorge Luis Borges. Fue elegido miembro de la Academia Mexicana de la Lengua, pero falleció unas semanas antes de la ceremonia de ingreso.

## Semblanza biográfica
Realizó sus estudios profesionales de arquitectura y letras españolas en la Universidad Nacional Autónoma de México, posteriormente realizó estudios de lingüística y literatura en El Colegio de México. Fue investigador de la Hemeroteca Nacional y del Instituto de Investigaciones Bibliográficas, y realizó estudios en torno a los colaboradores de las biografíarevistas Ulises y Contemporáneos, y fue amigo de varios de ellos.
De 1965 a 1973 fue asistente de Salvador Novo. De 1967 a 1969 colaboró para la edición de la revista Espejo, de Luis Spota. Como articulista, colaboró para El Mundo de Córdoba, Excélsior, El Heraldo de México, El Universal, El Día, Unomásuno, La Jornada, Reforma, así como para las revistas La Vida Literaria, Espejo, Revista de la Universidad de México, México en la Cultura, La Cultura en México, Nueva Revista de Filología Hispánica, Vuelta y Biblioteca de México.
Fue fundador del grupo La Capilla y asesor de los programas de televisión Encuentro, Comunicación, Diálogos de la Lengua y de la serie Testimonios. Fue elegido miembro de número de la Academia Mexicana de la Lengua el 27 de octubre de 2011 para ocupar la silla VI. Al morir, la Academia Mexicana de la Lengua y el Instituto Nacional de Bellas Artes le rindieron homenaje de cuerpo presente en la Capilla Alfonsina.

## Premios y distinciones
Entre las distinciones recibidas están:
- Ciudadano distinguido por el Ayuntamiento Constitucional de Córdoba en 1997.
- Veracruzano distinguido por su trayectoria en investigación por el Centro Cultural y Social Veracruzano de la Ciudad de México en 2000.
- Premio Jorge Cuesta del Ayuntamiento Constitucional de Córdoba, la Universidad Veracruzana y el Instituto Veracruzano de la Cultura en 2003.
- Miembro de número de la Academia Mexicana de la Lengua desde 2011.

## Obras publicadas
- Los contemporáneos por sí mismos  (1994).
- Poesía y prosa de José Gorostiza
- Crítica cinematográfica de Xavier Villaurrutia
- El edén subvertido
- México se escribe con J. Una historia de la cultura gay